# Betula utilis
Betula utilis là một loài thực vật có hoa trong họ Betulaceae. Loài này được D.Don mô tả khoa học đầu tiên năm 1825.

## Hình ảnh

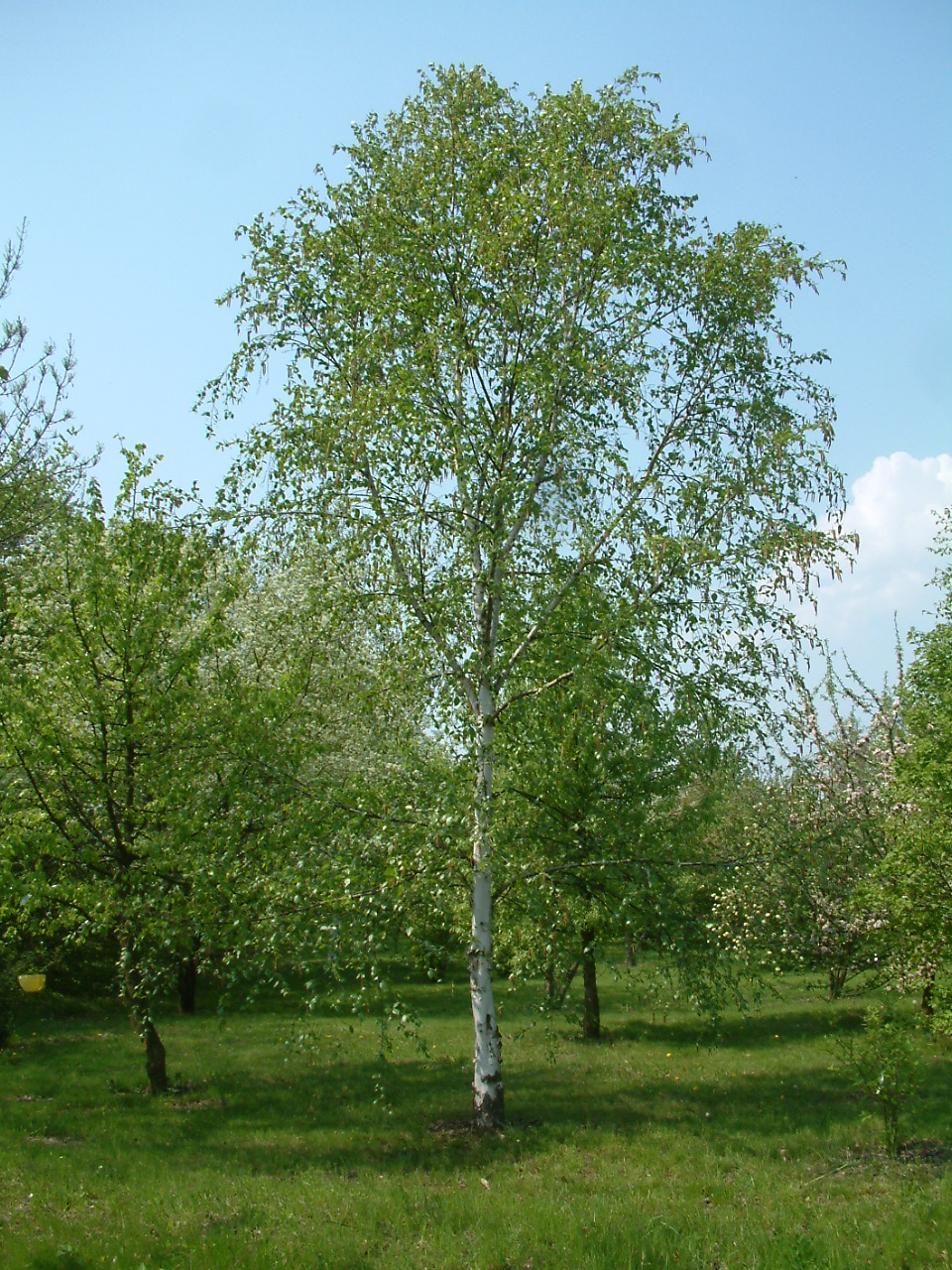
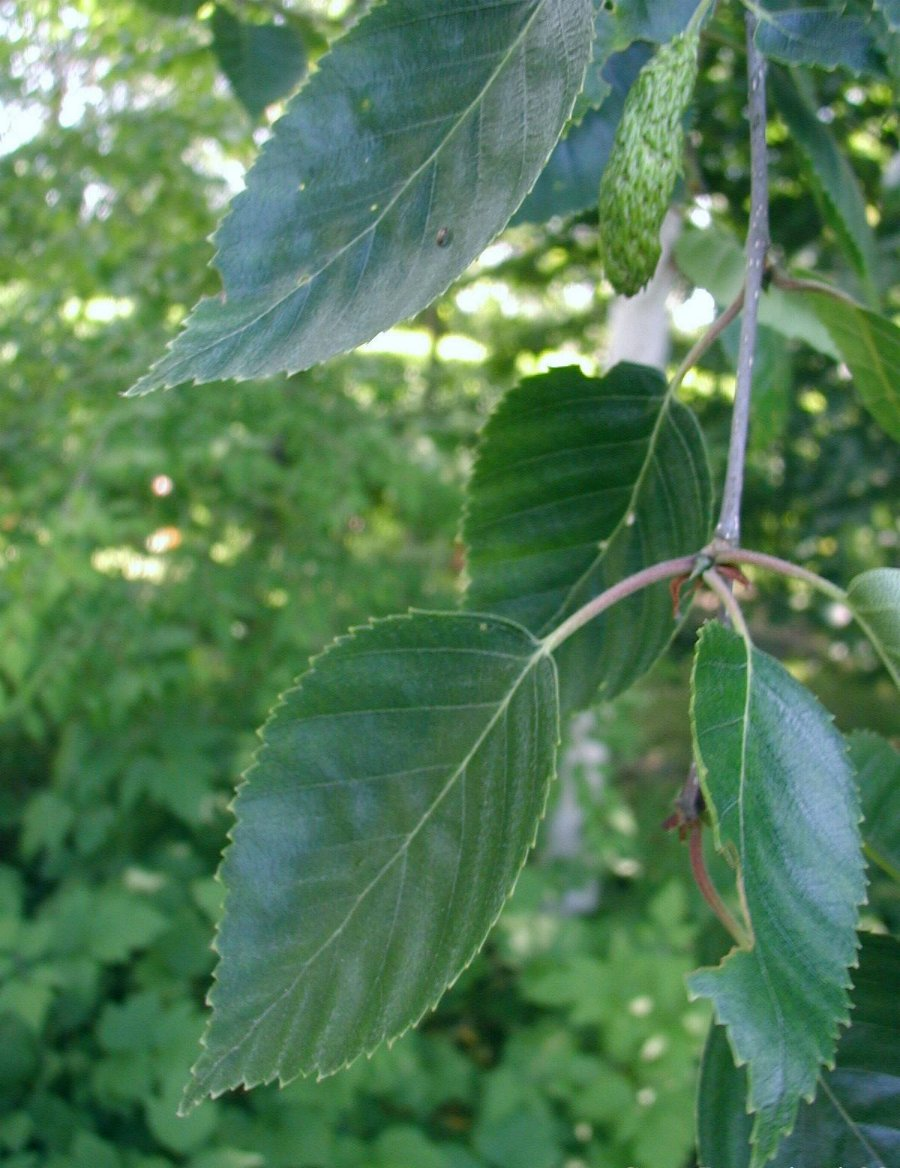
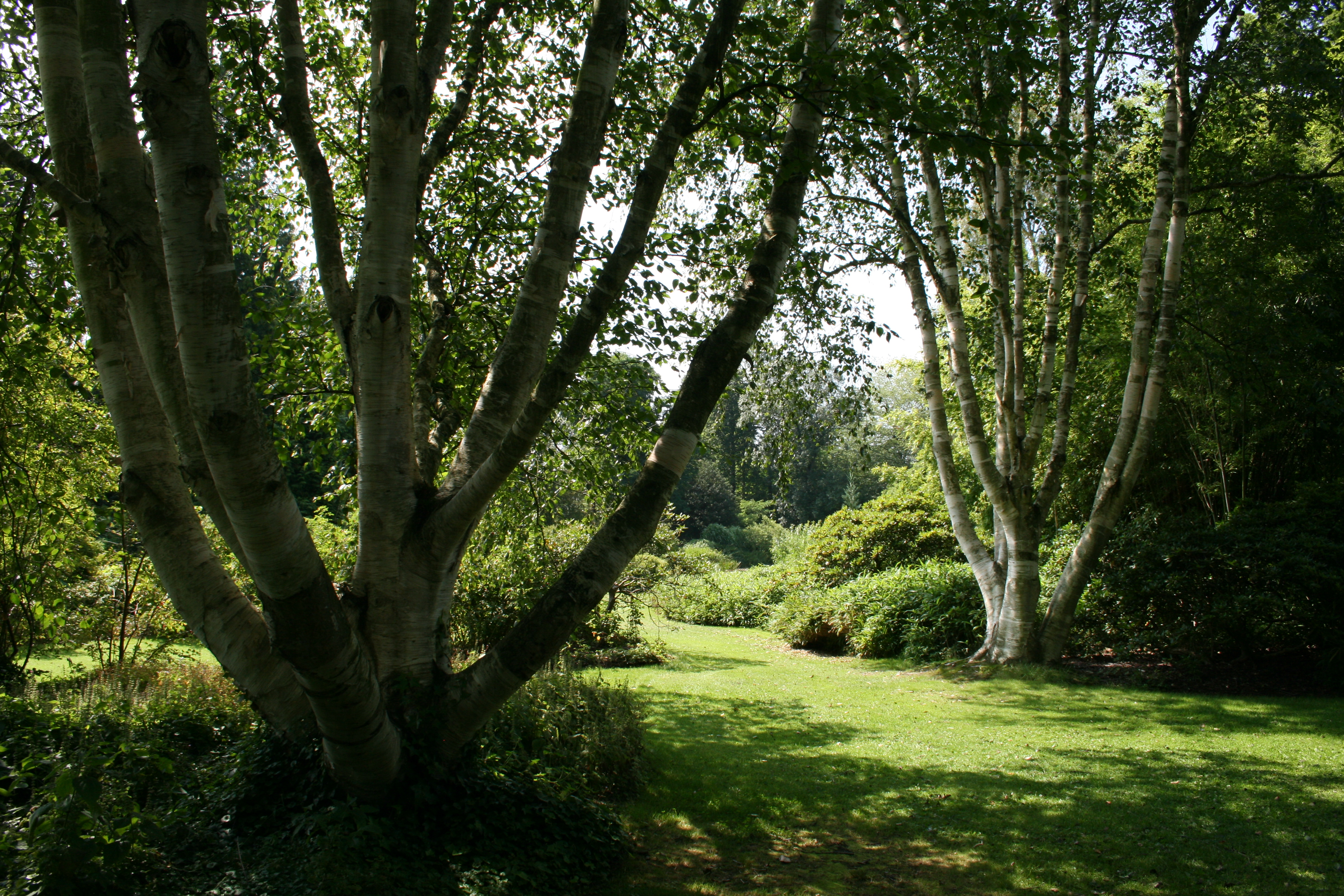
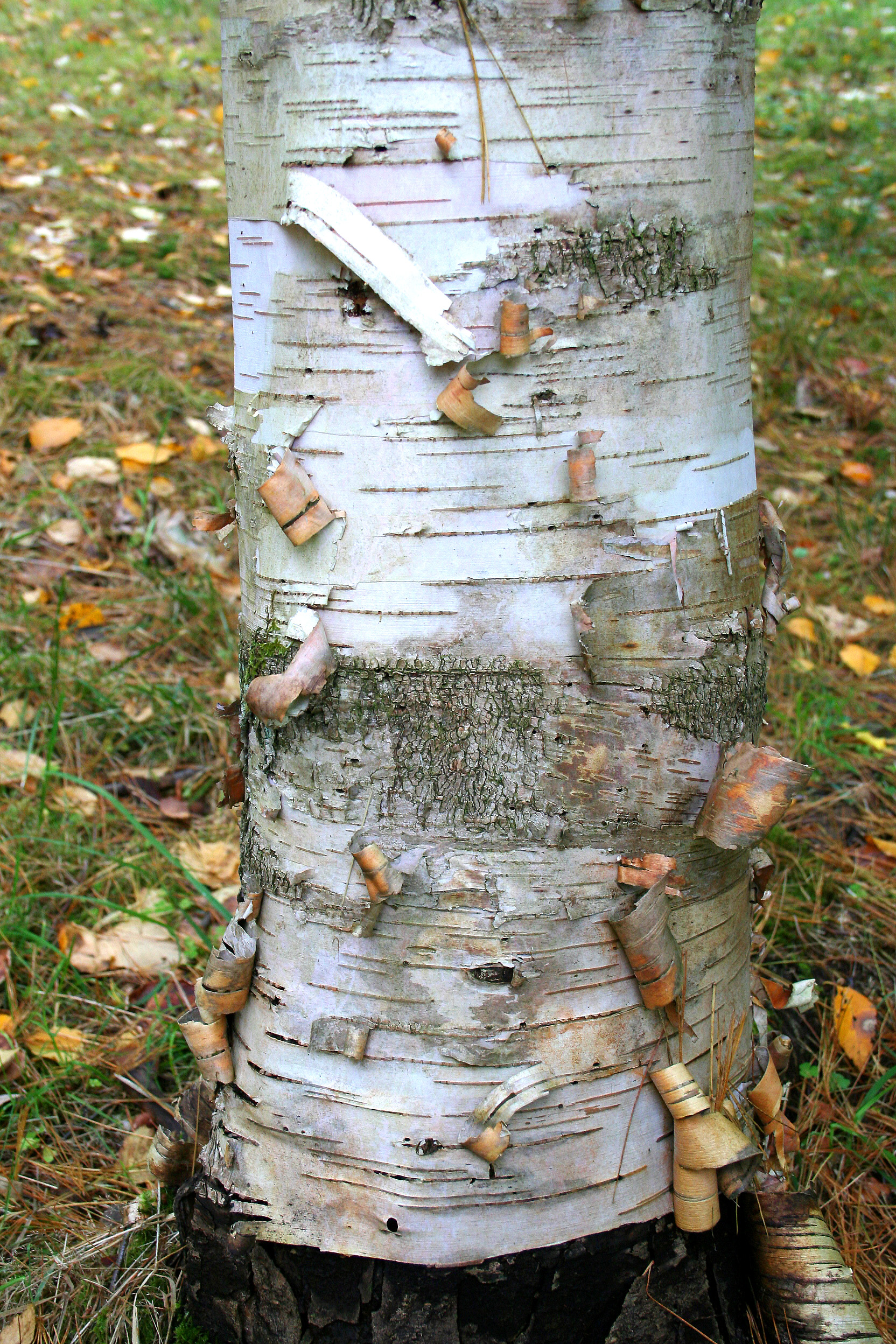